# Nati il 10 novembre
| Questa pagina contiene informazioni ricavate automaticamente dalle voci biografiche con l'ausilio del template Bio e di un bot. L'aggiornamento è periodico e automatico e ricostruisce completamente la pagina. Se manca una persona in questa lista, sei pregato di non aggiungerla, ma accertati piuttosto che la sua voce biografica contenga il template Bio e che i dati anagrafici siano correttamente compilati. Se il template Bio manca, inseriscilo tu stesso o, in alternativa, metti l'avviso {{tmp\|Bio}} che ne segnala la mancanza. Se i dati riportati sono sbagliati, correggi direttamente la voce biografica; le modifiche saranno visibili in questa lista entro pochi giorni. Per chiarimenti vedi il progetto biografie. La lista contiene solo le 1.188 persone che sono citate nell'enciclopedia e per le quali è stato implementato correttamente il template Bio. Pagina aggiornata al 17 ago 2025. |

## XIII secolo(1)
- 1278 - Filippo I d'Angiò, principe († 1332)

## XIV secolo(2)
- 1323 - Filippo di Borgogna, conte († 1346)
- 1341 - Henry Percy, I conte di Northumberland, re britannico († 1408)

## XV secolo(5)
- 1433 - Carlo I di Borgogna, nobile († 1477)
- 1433 - Jeanne de Laval, nobile francese († 1498)
- 1483 - Martin Lutero, teologo tedesco († 1546)
- 1489 - Enrico V di Brunswick-Lüneburg, tedesco († 1568)
- 1490 - Giovanni III di Kleve, nobile († 1539)

## XVI secolo(14)
- 1508 - Felice Tiranni, arcivescovo cattolico italiano († 1578)
- 1520 - Dorotea di Danimarca, danese († 1580)
- 1547 - Gebhard Truchsess von Waldburg, arcivescovo cattolico tedesco († 1601)
- 1560 - Giacomo Cenna, storico italiano
- 1565 - Laurentius Paulinus Gothus, arcivescovo luterano, teologo e astronomo svedese († 1646)
- 1567 - Robert Devereux, II conte d'Essex, militare inglese († 1601)
- 1570 - Francesco Sacchini, gesuita, storico e umanista italiano († 1625)
- 1574 - Maria Cristina d'Asburgo, nobile († 1621)
- 1577 - Jacob Cats, poeta, giurista e politico olandese († 1660)
- 1583 - Antonio Gundicaro di Oldenburg, nobile tedesco († 1667)
- 1584 - Caterina Vasa, principessa svedese († 1638)
- 1590 - Martino Alfieri, arcivescovo cattolico italiano († 1641)
- 1591 - Eleonora de' Medici, nobildonna italiana († 1617)
- 1599 - Maria Felicia Orsini, nobildonna italiana († 1666)

## XVII secolo(19)
- 1608 - Eleonora di Anhalt-Zerbst, nobile († 1681)
- 1620 - Ninon de Lenclos, scrittrice francese († 1705)
- 1625 - Artus Quellinus il Giovane, scultore fiammingo († 1700)
- 1627 - José Delitala y Castelvì, poeta, militare e politico italiano († 1703)
- 1652 - Paolo Francesco Carli, abate, religioso e poeta italiano († 1725)
- 1662 - Augusto Antonio Zacco, arcivescovo cattolico italiano († 1739)
- 1663 - Francesco Alberto di Oettingen-Spielberg, principe tedesco († 1737)
- 1668 - François Couperin, compositore, clavicembalista e organista francese († 1733)
- 1668 - Luigi III di Borbone-Condé, generale francese († 1710)
- 1672 - Johann Adolf von Metsch, nobile e politico austriaco († 1740)
- 1683 - Giorgio II di Gran Bretagna, re († 1760)
- 1686 - Giovanni Antonio Volpi, critico letterario, editore e poeta italiano († 1766)
- 1691 - Guglielmo Enrico di Sassonia-Eisenach, duca († 1741)
- 1693 - Roland-Michel Barrin de La Galissonière, militare francese († 1756)
- 1694 - Giovan Battista Passeri, archeologo, letterato e avvocato italiano († 1780)
- 1695 - John Bevis, astronomo e medico britannico († 1771)
- 1695 - Luigi Armando II di Borbone-Conti, principe francese († 1727)
- 1697 - William Hogarth, pittore e incisore inglese († 1764)
- 1697 - Luisa Ippolita di Monaco, principessa monegasca († 1731)

## XVIII secolo(41)
- 1701 - Johann Joseph Couven, architetto tedesco († 1763)
- 1704 - Augusta di Baden-Baden, principessa tedesca († 1726)
- 1704 - Carlo Zuccari, compositore e violinista italiano († 1792)
- 1709 - Antoine François de Pardaillan de Gondrin, ammiraglio francese († 1741)
- 1720 - Onorato III di Monaco, principe monegasco († 1795)
- 1727 - Jean-Antoine Morand, architetto e scenografo francese († 1794)
- 1729 - Andrea Cardamone, arcivescovo cattolico italiano († 1800)
- 1730 - Oliver Goldsmith, scrittore e drammaturgo irlandese († 1774)
- 1730 - Giovanni Bernardo Zucchinetti, compositore e organista italiano († 1801)
- 1730 - Pedro de Alcántara Fernández de Córdoba y Moncada, nobile spagnolo († 1789)
- 1735 - Granville Sharp, attivista inglese († 1813)
- 1740 - Maria Cunegonda di Sassonia, principessa sassone († 1826)
- 1744 - Giuseppe Ippolito Gerbaix de Sonnaz d'Habères, generale italiano († 1827)
- 1746 - Giorgio XII di Georgia, re georgiano († 1800)
- 1749 - Scipione Piattoli, scrittore, politico e prete italiano († 1809)
- 1749 - Iacopo Vittorelli, poeta, librettista e letterato italiano († 1835)
- 1752 - Guglielmo in Baviera, nobile tedesco († 1837)
- 1753 - Jean-Antoine-Théodore Giroust, pittore francese († 1817)
- 1753 - Josiah Harmar, generale statunitense († 1813)
- 1755 - Franz Anton Ries, violinista tedesco († 1846)
- 1755 - Philip Stanhope, V conte di Chesterfield, nobile, politico e diplomatico inglese († 1815)
- 1759 - Friedrich Schiller, poeta, filosofo e drammaturgo tedesco († 1805)
- 1762 - Antonino Faà di Bruno, vescovo cattolico italiano († 1829)
- 1764 - Lorenzo Crico, presbitero italiano († 1835)
- 1764 - Andrés Manuel del Río, scienziato, chimico e geologo messicano († 1849)
- 1766 - Pierre-Charles Bridan, scultore francese († 1836)
- 1771 - Charlotte Vanhove, attrice teatrale francese († 1860)
- 1775 - Luigi Boschetti, avvocato italiano († 1855)
- 1776 - María del Pilar de Portugal, nobildonna spagnola († 1835)
- 1779 - Anne-Marie Javouhey, religiosa francese († 1851)
- 1784 - Franco Andrea Bonelli, ornitologo e entomologo italiano († 1830)
- 1785 - Francesco Ognibene, pittore e incisore italiano († 1837)
- 1786 - Traugott Faber, pittore, incisore e litografo tedesco († 1863)
- 1786 - Vicente Salvá, grammatico e editore spagnolo († 1849)
- 1787 - Jean de Chantelauze, politico e magistrato francese († 1859)
- 1787 - Lodovico Sauli d'Igliano, diplomatico, politico e letterato italiano († 1874)
- 1788 - Vincenzo Andriani, medico e archeologo italiano († 1851)
- 1790 - Jean René Constant Quoy, zoologo e naturalista francese († 1869)
- 1791 - Vladimir Fëdorovič Adlerberg, generale russo († 1884)
- 1800 - Anton von Doblhoff-Dier, politico austriaco († 1872)
- 1800 - Alexander Walker Scott, entomologo australiano († 1883)

## XIX secolo(165)
- 1804 - Robert Blum, politico tedesco († 1848)
- 1806 - Francesco Forti, giurista e magistrato italiano († 1838)
- 1807 - Andrea Lissoni, politico italiano († 1878)
- 1810 - Pietro Rosa, politico, archeologo e topografo italiano († 1891)
- 1811 - Antonio Brady, naturalista, geologo e paleontologo britannico († 1881)
- 1811 - Alfonso Mathis, politico italiano († 1898)
- 1811 - Carlo Ferdinando di Borbone-Due Sicilie, principe italiano († 1862)
- 1812 - Paul Abadie, architetto francese († 1884)
- 1812 - Zuo Zongtang, generale e nobile cinese († 1885)
- 1815 - Angelo Ferri, politico italiano († 1874)
- 1817 - Hermann Karsten, botanico e biologo tedesco († 1908)
- 1823 - William George McCloskey, vescovo cattolico statunitense († 1909)
- 1824 - Georg von Oettingen, oculista tedesco († 1916)
- 1825 - Johann Jakob Scherer, ufficiale e imprenditore svizzero († 1878)
- 1826 - Antonio Selmi, chimico italiano († 1904)
- 1827 - Paulo Fambri, scrittore, patriota e politico italiano († 1897)
- 1827 - Alfred Terry, generale statunitense († 1890)
- 1828 - Konrad Bayer, compositore di scacchi ceco († 1897)
- 1829 - Aleksandr Petrovič Sokolov, pittore russo († 1913)
- 1829 - Elwin Bruno Christoffel, matematico tedesco († 1900)
- 1829 - Isidore Singer, editore e enciclopedista austriaco († 1939)
- 1830 - Antonio Pertile, storico e giurista italiano († 1895)
- 1831 - Alfonso Cavagnari, avvocato e politico italiano († 1881)
- 1833 - Scipione Vannutelli, pittore italiano († 1894)
- 1834 - José Hernández, scrittore, giornalista e poeta argentino († 1886)
- 1835 - Alberto Blanc, diplomatico e politico italiano († 1904)
- 1836 - Andrés Avelino Cáceres, politico e generale peruviano († 1923)
- 1836 - Ricardo Gutiérrez, scrittore argentino († 1896)
- 1836 - Filomeno Padula, patriota e politico italiano († 1912)
- 1836 - Julius Vuylsteke, politico e scrittore belga († 1903)
- 1837 - Amos Dolbear, fisico e inventore statunitense († 1910)
- 1837 - Afrikan Špir, filosofo russo († 1890)
- 1838 - Gian Francesco Gherardini, politico italiano († 1926)
- 1839 - Nicolò Avarna, nobile, imprenditore e politico italiano († 1920)
- 1840 - Cesare Paoli, archivista, paleografo e diplomatista italiano († 1902)
- 1841 - Aleksandr Sergeevič Dolgorukov, politico e diplomatico russo († 1912)
- 1841 - Heinrich von Pitreich, generale e politico austro-ungarico († 1920)
- 1842 - Gialdino Gialdini, compositore italiano († 1919)
- 1842 - Andrea Terzi, pittore e scultore italiano († 1918)
- 1843 - Miguel Antonio Caro, scrittore e politico colombiano († 1909)
- 1843 - Nicola Della Casa, imprenditore e politico svizzero († 1894)
- 1845 - John Thompson, politico canadese († 1894)
- 1846 - Édouard Chevreux, biologo francese († 1931)
- 1847 - Frederick Arthur Bridgman, pittore statunitense († 1928)
- 1847 - Edward Guinness, I conte di Iveagh, filantropo irlandese († 1927)
- 1849 - Alexander Duff, I duca di Fife, nobile britannico († 1912)
- 1850 - Antonio Cefaly, politico e imprenditore italiano († 1928)
- 1851 - Richard Armstedt, filologo, insegnante e storico tedesco († 1931)
- 1851 - José María Yermo y Parres, presbitero messicano († 1904)
- 1852 - Henry van Dyke, scrittore e poeta statunitense († 1933)
- 1852 - Orazio Marucchi, archeologo italiano († 1931)
- 1852 - Valerian Andreevič Osinskij, rivoluzionario russo († 1879)
- 1855 - Pierre Alexandre Darracq, imprenditore francese († 1931)
- 1855 - Ailwyn Fellowes, I barone Ailwyn, politico inglese († 1924)
- 1855 - Kirion II, monaco cristiano e arcivescovo ortodosso georgiano († 1918)
- 1856 - Penelope Lawrence, docente britannica († 1932)
- 1857 - Michele Geremicca, botanico italiano († 1920)
- 1858 - Adelgonda di Braganza, contessa portoghese († 1946)
- 1858 - Enrico XXVII di Reuss-Gera, nobile tedesco († 1928)
- 1859 - Luigi Brigiotti, poeta italiano († 1933)
- 1859 - Alojzije Stjepan Mišić, vescovo cattolico bosniaco († 1942)
- 1859 - Théophile Alexandre Steinlen, pittore e incisore svizzero († 1923)
- 1859 - Simone Weber, presbitero e storico italiano († 1945)
- 1860 - August Cramer, psichiatra tedesco († 1912)
- 1860 - Sunandha Kumariratana del Siam, regina thailandese († 1880)
- 1861 - Roberto Bracco, giornalista, scrittore e drammaturgo italiano († 1943)
- 1861 - Édouard Dujardin, scrittore, poeta e giornalista francese († 1949)
- 1861 - Robert Innes, astronomo sudafricano († 1933)
- 1861 - Amy Levy, scrittrice, poetessa e saggista britannica († 1889)
- 1863 - Italo Selvelli, compositore, pianista e direttore d'orchestra italiano († 1918)
- 1865 - Kanin Kotohito, generale giapponese († 1945)
- 1866 - Giuseppe Muscatello, chirurgo e politico italiano († 1951)
- 1867 - John Henry Patterson, militare e scrittore irlandese († 1947)
- 1868 - Gichin Funakoshi, karateka e maestro di karate giapponese († 1957)
- 1868 - Giuseppe Garuti, scenografo, costumista e illustratore italiano († 1954)
- 1868 - Maude Turner Gordon, attrice statunitense († 1940)
- 1869 - Gaetano Bresci, anarchico italiano († 1901)
- 1869 - Léon Brunschvicg, filosofo francese († 1944)
- 1869 - Enrico Thovez, critico letterario, poeta e pittore italiano († 1925)
- 1870 - Michail Ivanovič Rostovcev, storico russo († 1952)
- 1870 - Carlo Tancredi di Borbone-Due Sicilie, principe italiano († 1949)
- 1871 - Winston Churchill, scrittore statunitense († 1947)
- 1871 - Lorenzo Peretti Junior, pittore italiano († 1953)
- 1872 - Michail Evseevič Bukinik, violoncellista, compositore e critico musicale ucraino († 1947)
- 1873 - Henri Rabaud, direttore d'orchestra e compositore francese († 1949)
- 1874 - Gustav Georg Embden, biochimico tedesco († 1933)
- 1874 - Donald Baxter MacMillan, esploratore statunitense († 1970)
- 1874 - Giuseppe Vizzini, vescovo cattolico italiano († 1935)
- 1875 - Manuel de Argüelles, politico e banchiere spagnolo († 1945)
- 1875 - Hansi Niese, attrice austriaca († 1934)
- 1876 - Gustavo Pittaluga, biologo, medico e politico italiano († 1956)
- 1877 - Domenico Romano, politico italiano († 1965)
- 1878 - Florence Harvey, golfista e atleta canadese († 1968)
- 1878 - Arthur Liebert, filosofo tedesco († 1946)
- 1878 - Jorge Ubico, politico e generale guatemalteco († 1946)
- 1878 - Patricia Wentworth, scrittrice britannica († 1961)
- 1878 - Heinrich Srbik, storico e politico austriaco († 1951)
- 1879 - Bernard Bruyère, egittologo francese († 1971)
- 1879 - Patrick Pearse, letterato e poeta irlandese († 1916)
- 1879 - Giuseppe Visconti di Modrone, I duca di Grazzano Visconti, nobile, imprenditore e dirigente sportivo italiano († 1941)
- 1880 - Jacob Epstein, scultore e pittore statunitense († 1959)
- 1880 - Hugh Jones, tennista statunitense († 1960)
- 1882 - Max Mell, poeta e drammaturgo austriaco († 1971)
- 1882 - Gian Cesare Pico, pedagogista italiano († 1972)
- 1882 - Leo White, attore britannico († 1948)
- 1883 - Yenovk Armen, scrittore e giornalista armeno († 1968)
- 1883 - Dorothy Brett, pittrice britannica († 1977)
- 1884 - Frank Devlin, maratoneta statunitense († 1938)
- 1884 - Zofia Nałkowska, scrittrice, drammaturga e saggista polacca († 1954)
- 1884 - Wiltrude di Baviera, principessa tedesca († 1975)
- 1885 - Esther Dale, attrice statunitense († 1961)
- 1885 - Giuseppe Furlani, assiriologo e storico delle religioni italiano († 1962)
- 1886 - Giuseppe Garrone, magistrato e militare italiano († 1917)
- 1886 - Virgilio Gozzoli, anarchico italiano († 1964)
- 1886 - Carl Harbaugh, attore, sceneggiatore e regista statunitense († 1960)
- 1886 - Aurelio Liotta, generale e politico italiano († 1948)
- 1886 - Viktor Pavlenko, politico e militare ucraino († 1932)
- 1887 - Pietro Cimara, direttore d'orchestra, pianista e compositore italiano († 1967)
- 1887 - Hans Ehard, politico tedesco († 1980)
- 1887 - Papa Charlie Jackson, musicista statunitense († 1938)
- 1887 - Elisa Leonida Zamfirescu, ingegnere e inventrice rumena († 1973)
- 1887 - Arnold Zweig, scrittore tedesco orientale († 1968)
- 1888 - Edvige Mussolini, italiana († 1952)
- 1888 - Eugène Petel, calciatore francese († 1914)
- 1888 - Juan Antonio Ríos, avvocato e politico cileno († 1946)
- 1888 - Antonio Giuseppe Santagata, pittore e scultore italiano († 1985)
- 1888 - Klaus Suomela, ginnasta finlandese († 1962)
- 1888 - Andrej Nikolaevič Tupolev, ingegnere aeronautico sovietico († 1972)
- 1889 - Bernard Franklin, ginnasta britannico († 1937)
- 1890 - Michail Romanovič Bakalejnikov, direttore d'orchestra e compositore russo († 1960)
- 1890 - Carl F. W. Borgward, imprenditore tedesco († 1963)
- 1890 - Gastone Gambara, generale italiano († 1962)
- 1890 - Ann Murdock, attrice statunitense († 1939)
- 1891 - James Broad, allenatore di calcio e calciatore inglese († 1963)
- 1891 - Enrica Calabresi, zoologa italiana († 1944)
- 1891 - Philip Sainton, compositore, violinista e direttore d'orchestra inglese († 1967)
- 1891 - Carl Stalling, compositore statunitense († 1972)
- 1892 - Ottorino Bertolini, storico e medievista italiano († 1977)
- 1892 - Primo Brega, mezzofondista italiano († 1955)
- 1892 - Walter Höhndorf, militare e aviatore tedesco († 1917)
- 1892 - Knud Kirkeløkke, ginnasta danese († 1976)
- 1892 - Domingo Pérez Cáceres, vescovo cattolico spagnolo († 1961)
- 1893 - Vera Barclay, scrittrice e educatrice inglese († 1989)
- 1893 - Giulio Benedetti, giornalista italiano († 1969)
- 1893 - Karel Kratz, pallanuotista olandese († 1962)
- 1893 - Grigorij Petrovič Maksimov, anarchico russo († 1950)
- 1893 - John P. Marquand, scrittore e giornalista statunitense († 1960)
- 1893 - Aarne Roine, ginnasta finlandese († 1938)
- 1894 - Charles Mantelet, ciclista su strada francese († 1955)
- 1894 - Saly Ruth Ramler, matematica statunitense († 1993)
- 1894 - Lisa Tetzner, scrittrice, curatrice editoriale e docente tedesca († 1963)
- 1895 - Eric Carruthers, hockeista su ghiaccio britannico († 1931)
- 1895 - Jack Northrop, imprenditore statunitense († 1981)
- 1895 - Constantin Pârvulescu, politico rumeno († 1992)
- 1895 - Wilhelm Rønning, calciatore norvegese († 1983)
- 1895 - Florencio Sarasíbar, calciatore argentino († 1972)
- 1895 - Henri Seyrig, archeologo, numismatico e storico francese († 1973)
- 1896 - Olga Grey, attrice statunitense († 1973)
- 1896 - Heinz Prüfer, matematico tedesco († 1934)
- 1897 - Vic Watson, calciatore inglese († 1988)
- 1898 - Giuseppe Abatino, impresario teatrale italiano († 1936)
- 1899 - Pietro Caruso, militare e funzionario italiano († 1944)
- 1899 - Maurice Depaepe, calciatore francese († 1976)
- 1899 - Greta Knutson, pittrice, scrittrice e poetessa svedese († 1983)
- 1900 - Trygve Aasen, calciatore norvegese († 1938)

## XX secolo(916)
- 1901 - Nobuaki Asano, allenatore di pallacanestro giapponese († 1969)
- 1901 - Anthony Kimmins, regista e sceneggiatore britannico († 1964)
- 1901 - Lisette Model, fotografa austriaca († 1983)
- 1901 - Natalino Sapegno, critico letterario, storico della letteratura e italianista italiano († 1990)
- 1902 - Luigi Capriolo, partigiano italiano († 1944)
- 1902 - Ėrast Pavlovič Garin, regista cinematografico sovietico († 1980)
- 1903 - Rudolf Batz, militare tedesco († 1961)
- 1903 - Jacques Dodelier, militare e aviatore francese († 1940)
- 1903 - Giuseppe Galluzzi, calciatore e allenatore di calcio italiano († 1973)
- 1903 - Lars-Theodor Jonsson, fondista svedese († 1998)
- 1903 - Leandro Verì, carabiniere italiano († 1938)
- 1904 - Thawi Bunyaket, politico thailandese († 1971)
- 1904 - Marius Gallottini, ciclista su strada italiano († 2001)
- 1904 - Steven Geray, attore ungherese († 1973)
- 1904 - Settimo Innocenti, ciclista su strada italiano († 1987)
- 1904 - Cesare Rossi, canottiere italiano († 1952)
- 1905 - Fede Cheti, artista e imprenditrice italiana († 1978)
- 1905 - Louis Harold Gray, fisico britannico († 1965)
- 1905 - Luigi Pasqualucci, giornalista e politico italiano
- 1906 - Emmy Bridgwater, artista, pittrice e poetessa britannica († 1999)
- 1906 - Aldo Galli, pittore e decoratore italiano († 1981)
- 1906 - Josef Kramer, militare tedesco († 1945)
- 1906 - André Rey, psicologo svizzero († 1965)
- 1907 - Vincenzo Busacchi, medico e storico italiano († 1991)
- 1907 - Leopold Facco, calciatore austriaco († 1993)
- 1907 - Jane Froman, cantante e attrice statunitense († 1980)
- 1907 - Wanda Jakubowska, regista e sceneggiatrice polacca († 1998)
- 1907 - Johnny Marks, compositore e paroliere statunitense († 1985)
- 1907 - Ingolf Olsen, calciatore norvegese († 1938)
- 1907 - Bernard Ormanowski, canottiere polacco († 1984)
- 1908 - János Aknai, calciatore ungherese († 1992)
- 1908 - Salvatore Angelo Gitti, partigiano, sindacalista e politico italiano († 1971)
- 1908 - Rodolfo Pallucchini, storico dell'arte e funzionario italiano († 1989)
- 1908 - Giuseppe Pepe, politico e avvocato italiano
- 1908 - Kenkichi Ōshima, triplista giapponese († 1985)
- 1909 - Robert Arthur, scrittore statunitense († 1969)
- 1909 - Oscar Baronti, ciclista su strada italiano († 1971)
- 1909 - Edwin Walker, generale statunitense († 1993)
- 1910 - Raoul Diagne, calciatore francese († 2002)
- 1910 - Angelo Frattini, scultore italiano († 1975)
- 1910 - Henk Pellikaan, calciatore olandese († 1999)
- 1910 - Zhang Leping, fumettista cinese († 1992)
- 1911 - Harry Andrews, attore britannico († 1989)
- 1911 - Moisej Kas'janik, sollevatore sovietico († 1988)
- 1911 - Hella Kovac, tennista jugoslava († 1999)
- 1911 - Anton Perwein, pallamanista austriaco († 1981)
- 1911 - Giovanni Stradone, pittore italiano († 1981)
- 1912 - Sándor Barcs, dirigente sportivo ungherese († 2010)
- 1912 - Bernhard Häring, teologo tedesco († 1998)
- 1912 - James LuValle, velocista statunitense († 1993)
- 1913 - José Manuel Blecua Teijeiro, filologo e critico letterario spagnolo († 2003)
- 1913 - Luigi Bàccolo, critico letterario e biografo italiano († 1992)
- 1913 - Álvaro Cunhal, politico portoghese († 2005)
- 1913 - Piero Fornasetti, artista, designer e imprenditore italiano († 1988)
- 1913 - Käthe Köhler, tuffatrice tedesca
- 1913 - Guglielmo Roehrssen, artista italiano († 2008)
- 1913 - Karl Shapiro, poeta statunitense († 2000)
- 1914 - Edmund Conen, allenatore di calcio e calciatore tedesco († 1990)
- 1914 - Cy Endfield, regista e sceneggiatore statunitense († 1995)
- 1914 - Albert Guinchard, calciatore svizzero († 1971)
- 1914 - William Henry, attore statunitense († 1982)
- 1914 - Moshe Wolman, medico israeliano († 2009)
- 1915 - Felice Di Stefano, compositore italiano († 1994)
- 1915 - Torcuato Fernández-Miranda Hevia, politico spagnolo († 1980)
- 1915 - Ernst Hartmann, medico e scrittore tedesco († 1992)
- 1916 - Louis le Brocquy, pittore irlandese († 2012)
- 1916 - Makss Levitanuss, calciatore lettone († 2012)
- 1916 - Billy May, compositore, musicista e trombettista statunitense († 2004)
- 1916 - Guido Turchi, compositore e critico musicale italiano († 2010)
- 1917 - Guglielmo Chiarini, ufficiale e aviatore italiano († 1941)
- 1917 - Silvio Zavatti, esploratore, politico e antropologo italiano († 1985)
- 1918 - Hervé Bromberger, regista e sceneggiatore francese († 1993)
- 1918 - Ernst Otto Fischer, chimico tedesco († 2007)
- 1918 - Pietro Riva, allenatore di calcio e calciatore italiano
- 1918 - Fausto Rovelli, cardiologo italiano († 2021)
- 1919 - Giuseppe Cammilli, calciatore italiano
- 1919 - Moise Ciombe, politico della Repubblica Democratica del Congo († 1969)
- 1919 - Siegfried Freytag, aviatore tedesco († 2003)
- 1919 - Abderrahman Ibrir, calciatore francese († 1988)
- 1919 - Michail Timofeevič Kalašnikov, militare, ingegnere e progettista sovietico († 2013)
- 1919 - Eduardo Manzanos Brochero, sceneggiatore e produttore cinematografico spagnolo († 1987)
- 1919 - Herman Miller, sceneggiatore statunitense († 1999)
- 1919 - François Périer, attore francese († 2002)
- 1920 - Hamidullah Burki, hockeista su prato pakistano († 2003)
- 1920 - Andrea Chiti-Batelli, politico, funzionario e saggista italiano († 2023)
- 1920 - Ottorino Davighi, prete italiano († 1999)
- 1920 - Néophytos Edelby, vescovo cattolico siriano († 1995)
- 1920 - Jennifer Holt, attrice statunitense († 1997)
- 1920 - Ruth Maier, austriaca († 1942)
- 1921 - Luigi Sagrati, violista italiano († 2008)
- 1921 - Pierino Sam, scultore e pittore italiano († 2010)
- 1921 - Raymond Wagner, calciatore lussemburghese († 1997)
- 1921 - John William Yolton, storico della filosofia statunitense († 2005)
- 1922 - Massimo Bogianckino, pianista, direttore artistico e politico italiano († 2009)
- 1922 - Eduardo Caliendo, chitarrista italiano († 1993)
- 1922 - Wilhelm Flenner, sollevatore austriaco († 1995)
- 1922 - Ivan Jensen, calciatore danese († 2009)
- 1922 - Guido Minghetti, calciatore italiano
- 1922 - Franco Petrini, disegnatore italiano († 2001)
- 1923 - Óscar González, pilota automobilistico uruguaiano († 2006)
- 1923 - Albert Nightingale, calciatore inglese († 2006)
- 1923 - Ollie Shoaff, cestista e allenatore di pallacanestro statunitense († 2001)
- 1923 - Andy dela Cruz, cestista filippino († 1993)
- 1924 - Abdul Aziz, atleta pakistano († 1996)
- 1924 - Ugo Buzzolan, giornalista italiano († 1990)
- 1924 - Russell Johnson, attore statunitense († 2014)
- 1924 - Caterina Mancini, soprano italiano († 2011)
- 1925 - Richard Burton, attore britannico († 1984)
- 1925 - Jan C. Heesterman, indologo e storico delle religioni olandese († 2014)
- 1925 - Pino Locchi, attore, doppiatore e direttore del doppiaggio italiano († 1994)
- 1925 - Walter Mauro, critico letterario italiano († 2012)
- 1925 - Rose Meth, superstite dell'Olocausto polacca († 2013)
- 1925 - Nicolae Militaru, generale e politico rumeno († 1996)
- 1926 - Samuel Burton, calciatore inglese († 2020)
- 1926 - Rossella Falk, attrice italiana († 2013)
- 1926 - Juan Jesús Posadas Ocampo, cardinale e arcivescovo cattolico messicano († 1993)
- 1926 - Jacques Rozier, regista francese († 2023)
- 1927 - Pedro Bustos, cestista argentino († 2024)
- 1927 - Sabah, cantante e attrice libanese († 2014)
- 1927 - Normie Glick, cestista statunitense († 1989)
- 1927 - Antonio Laforgia, politico italiano († 2011)
- 1927 - Stelman, pittore italiano († 1998)
- 1927 - Pierre Trần Thanh Chung, vescovo cattolico vietnamita († 2023)
- 1928 - Norma Crane, attrice statunitense († 1973)
- 1928 - Rosanna Gusmano, medica italiana († 2011)
- 1928 - John Keller, cestista statunitense († 2000)
- 1928 - Ennio Morricone, compositore, direttore d'orchestra e arrangiatore italiano († 2020)
- 1928 - Santiago Orgaz, calciatore spagnolo († 2014)
- 1928 - Andrea Romagnoli, inventore, progettista e imprenditore italiano († 2013)
- 1928 - Gianfranco Rossinovich, politico e partigiano italiano († 2003)
- 1928 - Tommy Thompson, calciatore inglese († 2015)
- 1928 - Beppe Wolgers, attore, scrittore e cantautore svedese († 1986)
- 1929 - Tommy Banks, calciatore inglese († 2024)
- 1929 - Marilyn Bergman, paroliera statunitense († 2022)
- 1929 - Annibale Casabianca, fumettista e pittore italiano († 2019)
- 1929 - Mario Ceretto, imprenditore italiano († 1975)
- 1929 - Attilio D'Orazi, baritono italiano († 1990)
- 1929 - Mario Fumagalli, geografo italiano († 2019)
- 1929 - Helga Hošková-Weissová, artista ceca
- 1929 - Luisa Levi, italiana († 1945)
- 1929 - Carlos Moratorio, cavaliere argentino († 2010)
- 1929 - Ninón Sevilla, attrice e ballerina messicana († 2015)
- 1929 - Wout Wagtmans, ciclista su strada e pistard olandese († 1994)
- 1930 - Gene Conley, cestista, giocatore di baseball e allenatore di pallacanestro statunitense († 2017)
- 1930 - Ênio Rodrigues, calciatore brasiliano († 2001)
- 1930 - Sergio Graziani, attore, doppiatore e direttore del doppiaggio italiano († 2018)
- 1931 - Marjory Gordon, infermiera, docente e scrittrice statunitense († 2015)
- 1931 - Don Henderson, attore britannico († 1997)
- 1932 - Paul Bley, pianista canadese († 2016)
- 1932 - Nikolaj Chlystov, hockeista su ghiaccio sovietico († 1999)
- 1932 - Giuseppe Di Mauro, liutaio italiano († 2001)
- 1932 - Andrea Galasso, avvocato e politico italiano († 2022)
- 1932 - Colleen Miller, attrice statunitense
- 1932 - Roy Scheider, attore statunitense († 2008)
- 1932 - Shang Fa Yang, biochimico e botanico taiwanese († 2007)
- 1933 - Aleksandr Aleksandrovič Bessmertnych, politico e diplomatico russo
- 1933 - Urbain Braems, allenatore di calcio e calciatore belga († 2021)
- 1933 - Don Clarke, rugbista a 15 neozelandese († 2002)
- 1933 - Thomas Ludger Dupré, vescovo cattolico statunitense († 2016)
- 1933 - Ron Evans, astronauta statunitense († 1990)
- 1933 - Sylvia Lopez, attrice e modella francese († 1959)
- 1933 - Renzo Patria, politico italiano († 2019)
- 1933 - Bobby Rush, musicista, compositore e cantante statunitense
- 1933 - Aldo Salvi, musicista e compositore italiano († 2009)
- 1933 - Sandro Sequi, drammaturgo, regista e scrittore italiano († 1998)
- 1933 - Bengt Söderström, pilota di rally svedese († 2002)
- 1934 - Lucien Bianchi, pilota automobilistico e copilota di rally italiano († 1969)
- 1934 - Clio Maria Bittoni, avvocata italiana († 2024)
- 1934 - Joanna Moore, attrice statunitense († 1997)
- 1934 - Giuseppe Marchetti, critico letterario e giornalista italiano († 2021)
- 1934 - Giuseppe Occhiato, storico e scrittore italiano († 2010)
- 1935 - Romano Comincioli, dirigente d'azienda e politico italiano († 2011)
- 1935 - Luis Muñoz Grau, calciatore spagnolo († 2022)
- 1935 - Igor' Dmitrievič Novikov, astrofisico e cosmologo russo
- 1935 - Matteo Rinaldi, calciatore italiano († 2003)
- 1935 - Pippa Scott, attrice statunitense († 2025)
- 1935 - Jarmila Trojková, ex cestista cecoslovacca
- 1936 - Claudio Barrientos, pugile cileno († 1982)
- 1936 - Bruno Cantone, ex calciatore italiano
- 1936 - Hermann Czech, architetto austriaco
- 1937 - Richard Bradford, attore statunitense († 2016)
- 1937 - Albert Hall, attore statunitense
- 1937 - Carlo Lievore, giavellottista e allenatore di atletica leggera italiano († 2002)
- 1937 - Zdeněk Zikán, calciatore cecoslovacco († 2013)
- 1938 - Barry Francis Collins, vescovo cattolico australiano († 2000)
- 1938 - Graziella Evangelista, scenografa italiana († 1993)
- 1938 - Jiří Gruša, scrittore, diplomatico e politico ceco († 2011)
- 1938 - Max Karoubi, matematico francese
- 1938 - Nieves Navarro, attrice e ex modella spagnola
- 1938 - Ogün Altıparmak, calciatore turco († 2025)
- 1938 - Valquir Pimentel, arbitro di calcio brasiliano († 2019)
- 1938 - Michael Schultz, regista e produttore cinematografico statunitense
- 1939 - Anscar Chupungco, teologo filippino († 2013)
- 1939 - Andrew Cyrille, batterista statunitense
- 1939 - Rosario Gangi, mafioso statunitense
- 1939 - Branko Kraljević, calciatore jugoslavo († 2015)
- 1939 - Hubert Laws, flautista e sassofonista statunitense
- 1939 - Russell Means, attivista e attore statunitense († 2012)
- 1939 - Allan Moffat, ex pilota automobilistico e dirigente sportivo australiano
- 1940 - Roberto José Battaglia, ex calciatore brasiliano
- 1940 - Vincent Ford, compositore giamaicano († 2008)
- 1940 - Ljudmila Murav'ëva, ex discobola sovietica
- 1940 - Screaming Lord Sutch, musicista e politico britannico († 1999)
- 1941 - David Ashton, attore, scrittore e conduttore radiofonico scozzese
- 1941 - Kurt Axelsson, calciatore svedese († 1984)
- 1941 - Graham Clark, tenore britannico († 2023)
- 1941 - Adriano Icardi, politico italiano
- 1941 - Kyū Sakamoto, cantante, compositore e attore giapponese († 1985)
- 1941 - Hans-Wolf Sievert, imprenditore tedesco
- 1941 - Karsten Wettberg, allenatore di calcio tedesco
- 1942 - Yoshikuni Awano, ex cestista giapponese
- 1942 - Marisa Bartoli, attrice italiana († 2024)
- 1942 - Robert Engle, economista e statistico statunitense
- 1942 - James Hood, attivista statunitense († 2013)
- 1942 - Börje Jansson, pilota motociclistico svedese
- 1942 - Barry Kramer, cestista statunitense († 2025)
- 1942 - Hans-Rudolf Merz, politico svizzero
- 1942 - Bruno Pinna, allenatore di calcio e ex calciatore italiano
- 1942 - Amerigo Restucci, architetto italiano
- 1942 - Michel Tabachnik, direttore d'orchestra e compositore svizzero
- 1943 - Saxby Chambliss, politico statunitense
- 1943 - Laurent Dorigo, ex cestista francese
- 1943 - Raffaele Gentile, politico italiano
- 1943 - Ruth Henig, politica e storica britannica († 2024)
- 1943 - Achille Manzotti, produttore discografico, produttore cinematografico e sceneggiatore italiano († 2007)
- 1943 - Édouard Niermans, regista e attore francese
- 1943 - Giorgio Pietrostefani, attivista e scrittore italiano
- 1943 - George Sauer, giocatore di football americano statunitense († 2013)
- 1943 - Luis Silvero, ex calciatore argentino
- 1944 - Askar Akayev, politico kirghiso
- 1944 - William Neil, ex calciatore scozzese
- 1944 - Silvestre Reyes, politico statunitense
- 1944 - Tim Rice, conduttore radiofonico, autore televisivo e paroliere britannico
- 1945 - Terence Davies, regista e sceneggiatore britannico († 2023)
- 1945 - Willi Lippens, ex calciatore e allenatore di calcio olandese
- 1945 - Vittorio Marniga, politico italiano
- 1945 - Stefano Miccolis, filosofo e storico italiano († 2009)
- 1945 - Massimo Pirri, regista e sceneggiatore italiano († 2001)
- 1945 - Giovanni Russo Spena, politico italiano
- 1945 - Thongloun Sisoulith, politico laotiano
- 1945 - Rosita Toros, attrice italiana († 1995)
- 1945 - Donna Fargo, cantautrice, musicista e scrittrice statunitense
- 1946 - Geoff Allen, ex calciatore inglese
- 1946 - Roy Thomas Baker, produttore discografico britannico († 2025)
- 1946 - Rodolfo Baldini, attore e doppiatore italiano
- 1946 - Ilda Bartoloni, giornalista e scrittrice italiana († 2009)
- 1946 - Antônio Fernando Brochini, vescovo cattolico brasiliano († 2024)
- 1946 - Jack Ketchum, scrittore statunitense († 2018)
- 1946 - Avelino Moriggi, ex calciatore italiano
- 1946 - Dragan Mutibarić, ex calciatore jugoslavo
- 1946 - Alaina Reed-Hall, attrice e cantante statunitense († 2009)
- 1946 - Hannes Swoboda, politico austriaco
- 1947 - Glen Buxton, chitarrista statunitense († 1997)
- 1947 - Bashir Gemayel, politico libanese († 1982)
- 1947 - Svein Hammerø, allenatore di calcio e ex calciatore norvegese
- 1947 - Greg Lake, cantante, bassista e chitarrista britannico († 2016)
- 1947 - Dave Loggins, cantautore statunitense († 2024)
- 1947 - Rosario Pintaudi, papirologo e paleografo italiano
- 1947 - Allee Willis, cantautrice e compositrice statunitense († 2019)
- 1948 - Steve Davis, ex giocatore di football americano statunitense
- 1948 - Shigesato Itoi, autore di videogiochi giapponese
- 1948 - Josella Ligi, soprano italiano
- 1948 - Marco Salvador, scrittore italiano († 2022)
- 1948 - Luciano Sušanj, mezzofondista, velocista e dirigente sportivo jugoslavo († 2024)
- 1949 - Brad Ashford, politico statunitense († 2022)
- 1949 - Roberto Briglia, giornalista e dirigente d'azienda italiano
- 1949 - Susan Britton, cestista statunitense († 2022)
- 1949 - Mustafa Denizli, allenatore di calcio e ex calciatore turco
- 1949 - Cherri Rapp, ex cestista e allenatrice di pallacanestro statunitense
- 1949 - Ann Reinking, attrice, ballerina e coreografa statunitense († 2020)
- 1949 - Michio Yasuda, ex calciatore giapponese
- 1950 - Jan Birkelund, calciatore norvegese († 1983)
- 1950 - Debra Hill, sceneggiatrice e produttrice cinematografica statunitense († 2005)
- 1950 - Keith Leonard, allenatore di calcio e ex calciatore inglese
- 1950 - Sergio Lloret, ex calciatore spagnolo
- 1950 - Edmondo Lupieri, teologo, biblista e docente italiano
- 1950 - Casimiro López Llorente, vescovo cattolico spagnolo
- 1950 - Erhard Mosert, ex calciatore tedesco orientale
- 1950 - Martin Novoselac, allenatore di calcio e ex calciatore croato
- 1950 - Bob Orton Jr., ex wrestler statunitense
- 1950 - Jack Scalia, attore statunitense
- 1950 - Dumitru Spîrlea, ex pentatleta rumeno
- 1950 - Massimo Vincenti, sceneggiatore italiano
- 1951 - Jerry Baskerville, ex cestista statunitense
- 1951 - Alberto Bianchino, politico italiano
- 1951 - Enzo Escobar, ex calciatore cileno
- 1951 - Danilo Medina, politico e economista dominicano
- 1951 - Carlo Osellame, allenatore di calcio e ex calciatore italiano
- 1951 - Viktor Suchorukov, attore russo
- 1951 - Aleksandr Vinogradov, ex canoista sovietico
- 1951 - John Williamson, cestista statunitense († 1996)
- 1952 - Marco Arnolfo, arcivescovo cattolico italiano
- 1952 - Lamine Ben Aziza, ex calciatore tunisino
- 1952 - Sergij Ivanovič Ipatov, astronomo russo
- 1952 - Francesco Marsciani, semiologo italiano
- 1952 - Pierluigi Piccini, politico italiano
- 1953 - Roberto Ceruti, ex ciclista su strada italiano
- 1953 - Rogelio Durán, cantante spagnolo († 2006)
- 1953 - Abdelkader Horr, ex calciatore algerino
- 1953 - Alain Lebas, ex canoista francese
- 1953 - Giuseppe Pellegrini, vescovo cattolico italiano
- 1953 - Steve Pisarkiewicz, ex giocatore di football americano statunitense
- 1953 - George Xuereb, ex calciatore maltese
- 1954 - Massimo Arrighi, allenatore di calcio e ex calciatore italiano
- 1954 - Jaume Bartumeu, politico andorrano
- 1954 - Renato Farina, politico, scrittore e opinionista italiano
- 1954 - Hartwig Gauder, marciatore tedesco († 2020)
- 1954 - Juan Gómez González, allenatore di calcio e calciatore spagnolo († 1992)
- 1954 - Bill Johnson, politico e militare statunitense
- 1954 - Jutta Kirst, ex altista tedesca
- 1954 - Marlene van Niekerk, scrittrice e poetessa sudafricana
- 1954 - Stauros Papastaurou, cantautore, paroliere e compositore greco
- 1954 - Kevin Spraggett, scacchista canadese
- 1954 - John Woolrich, compositore inglese
- 1955 - Maria Giuseppa Castiglione, politica italiana
- 1955 - Alessandro Cosimi, politico italiano
- 1955 - Roland Emmerich, regista, sceneggiatore e produttore cinematografico tedesco
- 1955 - Clare Higgins, attrice britannica
- 1955 - Debbie Jacobs, cantante e filantropa statunitense
- 1955 - Horacio Pagani, imprenditore argentino
- 1955 - Gino Pasqualotto, hockeista su ghiaccio italiano († 2019)
- 1955 - Bruno Peyron, navigatore e velista francese
- 1955 - Atanas Uzunov, ex arbitro di calcio bulgaro
- 1956 - Sinbad, attore e comico statunitense
- 1956 - José Luis Brown, allenatore di calcio e calciatore argentino († 2019)
- 1956 - Scott Columbus, batterista statunitense († 2011)
- 1956 - Matt Craven, attore canadese
- 1956 - Raul Cremona, comico, illusionista e attore italiano
- 1956 - Maria Cristina Finucci, artista, architetta e designer italiana
- 1956 - Lando Francini, attore teatrale e mimo brasiliano († 2025)
- 1956 - Martin Kmetec, arcivescovo cattolico e religioso sloveno
- 1956 - Stephen Lee, vescovo cattolico cinese
- 1956 - Margarita Robles, giudice e politica spagnola
- 1957 - Benno Albrecht, architetto e docente italiano
- 1957 - Carlos Betancourt, ex calciatore venezuelano
- 1957 - Antonio Criscimanni, allenatore di calcio e ex calciatore italiano
- 1957 - Nigel Evans, politico britannico
- 1957 - Aldo Florentín, ex calciatore paraguaiano
- 1957 - Curtis Greer, ex giocatore di football americano statunitense
- 1957 - Gian Marco Gualandi, compositore, arrangiatore e paroliere italiano
- 1957 - George Lowe, doppiatore e comico statunitense († 2025)
- 1957 - Ingo Metzmacher, direttore d'orchestra tedesco
- 1957 - Maria Grazia Spillantini, biologa italiana
- 1958 - Luigi D'Oriano, taekwondoka italiano
- 1958 - Stephen Herek, regista statunitense
- 1958 - Antoine Kambanda, cardinale e arcivescovo cattolico ruandese
- 1958 - Massimo Morsello, cantautore e terrorista italiano († 2001)
- 1958 - Slavko Petrović, allenatore di calcio e ex calciatore serbo
- 1958 - Hans-Uwe Pilz, allenatore di calcio e ex calciatore tedesco orientale
- 1958 - Myrian Rios, attrice, conduttrice televisiva e politica brasiliana
- 1958 - Vicky Rosti, cantante finlandese
- 1959 - Magomed-Gasan Abušev, ex lottatore russo
- 1959 - Ajay Banga, banchiere indiano
- 1959 - Viviana Di Bert, attrice italiana
- 1959 - Ronald Kreer, ex calciatore tedesco orientale
- 1959 - Randy Mamola, pilota motociclistico statunitense
- 1959 - Marco Montironi, ex calciatore sammarinese
- 1959 - Peter Nicholas, ex calciatore e allenatore di calcio gallese
- 1959 - Mackenzie Phillips, attrice statunitense
- 1959 - Michael Schröder, ex calciatore tedesco
- 1959 - Imre Vadász, ex calciatore ungherese
- 1960 - Francesco Adinolfi, giornalista, disc jockey e conduttore radiofonico italiano
- 1960 - Marco Botta, politico italiano
- 1960 - Neil Gaiman, scrittore, fumettista e giornalista britannico
- 1960 - Grant Gershon, direttore d'orchestra e pianista statunitense
- 1960 - Dan Hawkins, allenatore di football americano statunitense
- 1960 - Walter Magnago, ex ciclista su strada italiano
- 1960 - Miguel Ángel Rodríguez, attore argentino
- 1961 - Antonio Borzacchelli, militare e politico italiano
- 1961 - Alfredo Giacon, velista e scrittore italiano
- 1961 - Béatrice Hess, nuotatrice francese
- 1961 - Franco Navarro, dirigente sportivo, allenatore di calcio e ex calciatore peruviano
- 1961 - Ramona Pagel, ex pesista statunitense
- 1961 - Freddy Ternero, politico, allenatore di calcio e calciatore peruviano († 2015)
- 1961 - Jeanine Tesori, compositrice statunitense
- 1961 - Andrej Zenkov, ex biatleta sovietico
- 1962 - Cathy Boswell, ex cestista statunitense
- 1962 - Bruno Brunod, fondista di corsa in montagna italiano
- 1962 - Giorgio Costantini, bobbista italiano († 2022)
- 1962 - Roberto Giolito, designer italiano
- 1962 - Ana Hernández, ex cestista cubana
- 1962 - Rami Kleinstein, cantante e compositore israeliano
- 1962 - Joseph Ouagon, ex cestista centrafricano
- 1962 - Francesco Saverio Vinci, banchiere e dirigente d'azienda italiano
- 1962 - Mathis Wackernagel, ambientalista svizzero
- 1962 - Daniel Waters, sceneggiatore e regista statunitense
- 1963 - Sophie Amiach, ex tennista francese
- 1963 - Hugh Bonneville, attore britannico
- 1963 - Leonor Borrell, ex cestista cubana
- 1963 - Sylvain Chomet, fumettista, animatore e regista francese
- 1963 - Tanju Çolak, dirigente sportivo, allenatore di calcio e ex calciatore turco
- 1963 - Jalani Sidek, ex giocatore di badminton malese
- 1963 - Waldemar Ksienzyk, ex calciatore polacco
- 1963 - Mike McCarthy, ex giocatore di football americano e allenatore di football americano statunitense
- 1963 - Pier Carola Pagani, ex marciatrice italiana
- 1963 - Andrea Pellegrini, pianista e compositore italiano
- 1963 - Mike Powell, ex lunghista statunitense
- 1964 - Valerij Babanov, alpinista russo
- 1964 - Luca Brunetti, allenatore di calcio e ex calciatore italiano
- 1964 - Héctor Campana, ex cestista e politico argentino
- 1964 - Fabio Casadei Turroni, scrittore, musicologo e giornalista italiano
- 1964 - Jushin Thunder Liger, ex wrestler giapponese
- 1964 - Luca Mattei, allenatore di calcio e ex calciatore italiano
- 1964 - Magnús Scheving, attore e ex ginnasta islandese
- 1964 - Guy Whittingham, allenatore di calcio e ex calciatore inglese
- 1964 - Toshinori Yato, ex calciatore e ex giocatore di calcio a 5 giapponese
- 1965 - Maria Antezza, politica italiana
- 1965 - Luigi Roberto Cona, arcivescovo cattolico italiano
- 1965 - Jamie Dixon, ex cestista e allenatore di pallacanestro statunitense
- 1965 - Michaela Gerg, ex sciatrice alpina tedesca
- 1965 - Eddie Irvine, ex pilota automobilistico britannico
- 1965 - Patrick Jacquemet, allenatore di calcio e ex calciatore tahitiano
- 1965 - Mauro Mandolini, attore teatrale, regista teatrale e drammaturgo italiano
- 1965 - David Petrarca, regista, produttore televisivo e direttore artistico statunitense
- 1965 - Stefano Taglietti, compositore italiano
- 1965 - Mark Turner, sassofonista statunitense
- 1966 - Jonas Åkerlund, regista e batterista svedese
- 1966 - Abdulrahman Al-Haddad, ex calciatore emiratino
- 1966 - Shimon Amsalem, ex cestista israeliano
- 1966 - Vanessa Angel, attrice e modella britannica
- 1966 - Rémy Belvaux, attore, regista e produttore cinematografico belga († 2006)
- 1966 - Henry Charles, ex giocatore di calcio a 5 zimbabwese
- 1966 - Bill DeMott, ex wrestler statunitense
- 1966 - Andrzej Głąb, ex lottatore polacco
- 1966 - Steve Mackey, bassista e produttore discografico britannico († 2023)
- 1966 - Carole Martinez, scrittrice francese
- 1966 - Armando Queirós Manuel, ex calciatore angolano
- 1966 - Sergej Sergeev, ex rugbista a 15 russo
- 1966 - Gianfranco Serioli, allenatore di calcio e ex calciatore italiano
- 1966 - Mark Vande Hei, astronauta statunitense
- 1967 - Martin Beaver, violinista e docente canadese
- 1967 - Terry Butler, bassista statunitense
- 1967 - Vivian Chow, cantante, compositrice e attrice cinese
- 1967 - Michael Derrer, giudice e sociologo svizzero
- 1967 - Jackie Gallagher, triatleta e maratoneta australiana († 2014)
- 1967 - Jim Gillette, cantante statunitense
- 1967 - Boris Jardel, musicista francese
- 1967 - Mauro Radaelli, ex ciclista su strada italiano
- 1967 - Darick Robertson, fumettista statunitense
- 1967 - Andreas Scholl, controtenore tedesco
- 1967 - Ilaria Stagni, doppiatrice, direttrice del doppiaggio e dialoghista italiana
- 1967 - Michael Jai White, attore e artista marziale statunitense
- 1968 - Steve Anthrobus, allenatore di calcio e ex calciatore inglese
- 1968 - Ishtar, cantante israeliana
- 1968 - Steve Brookstein, cantante britannico
- 1968 - Chris Cagle, cantautore statunitense
- 1968 - Daphne Deckers, modella, scrittrice e conduttrice televisiva olandese
- 1968 - Ku Kuo-Chian, ex giocatore di baseball taiwanese
- 1968 - Tracy Morgan, attore e comico statunitense
- 1968 - Tom Papa, attore, comico e doppiatore statunitense
- 1968 - Florin Tene, ex calciatore rumeno
- 1969 - Faustino Asprilla, ex calciatore colombiano
- 1969 - Jennifer Cody, ballerina e attrice statunitense
- 1969 - Peter Craig, sceneggiatore e scrittore statunitense
- 1969 - Nicola Ercolani, ex sciatore alpino sammarinese
- 1969 - Christian Forcellini, dirigente sportivo, ex tennista e ex velocista sammarinese
- 1969 - Noé Hernández, attore messicano
- 1969 - Arjan van der Laan, allenatore di calcio e ex calciatore olandese
- 1969 - Jens Lehmann, dirigente sportivo e ex calciatore tedesco
- 1969 - Osvaldo Mancini, ex calciatore italiano
- 1969 - Ciccio Merolla, musicista italiano
- 1969 - Nicola Minali, ex ciclista su strada italiano
- 1969 - Luciana Pedoto, politica italiana
- 1969 - Ellen Pompeo, attrice statunitense
- 1969 - Nils Schmäler, ex calciatore tedesco
- 1969 - Olaf Schmäler, ex calciatore tedesco
- 1969 - Igor' Vladimirovič Sorin, attore e chitarrista russo († 1998)
- 1969 - Zoli Téglás, cantante ungherese
- 1970 - Clayton Beddoes, allenatore di hockey su ghiaccio e ex hockeista su ghiaccio canadese
- 1970 - Sandro Carniel, oceanografo, climatologo e divulgatore scientifico italiano
- 1970 - Douglas Chiarotti, allenatore di pallavolo e ex pallavolista brasiliano
- 1970 - Trent Dimas, ex ginnasta statunitense
- 1970 - Tracey Garland, ex cestista neozelandese
- 1970 - Warren G, rapper, beatmaker e produttore discografico statunitense
- 1970 - Freddy Loix, pilota di rally belga
- 1970 - Nicholas McCarthy, regista, sceneggiatore e produttore cinematografico statunitense
- 1970 - Jenni Meno, ex pattinatrice artistica su ghiaccio statunitense
- 1970 - Pirri Mori, ex calciatore spagnolo
- 1970 - Danny Nelissen, ex ciclista su strada olandese
- 1970 - Mark Saina, ex maratoneta keniota
- 1970 - Debora Serracchiani, politica italiana
- 1970 - Vince Vieluf, attore statunitense
- 1971 - Daniele Bellotto, allenatore di calcio e ex calciatore italiano
- 1971 - Holly Black, scrittrice statunitense
- 1971 - Miguel Cordero, ex calciatore venezuelano
- 1971 - Walton Goggins, attore statunitense
- 1971 - Magnus Johansson, ex calciatore svedese
- 1971 - Niki Karimi, attrice iraniana
- 1971 - Nicolaj Bo Larsen, ex ciclista su strada danese
- 1971 - Big Pun, rapper statunitense († 2000)
- 1971 - Manuela Lieb, ex sciatrice alpina austriaca
- 1971 - Chann McRae, ex ciclista su strada e dirigente sportivo statunitense
- 1971 - Maria Nițulescu, ex cestista rumena
- 1971 - John Roberts, attore e doppiatore statunitense
- 1971 - Antonio Filippo Salaris, ultramaratoneta italiano
- 1971 - Kate Slatter, ex canottiera australiana
- 1972 - Francesca Antonelli, attrice italiana
- 1972 - Daren Jay Ashba, chitarrista e cantautore statunitense
- 1972 - Ioannis Boustas, pilota motociclistico greco
- 1972 - Isaac Bruce, ex giocatore di football americano statunitense
- 1972 - Virág Csurgó, ex tennista ungherese
- 1972 - Dominique Daquin, pallavolista francese
- 1972 - Frida Giannini, stilista italiana
- 1972 - Tanja Kostić, ex cestista svedese
- 1972 - Mikkel Larsen, ex cestista danese
- 1972 - Lars Lehmann, bassista e giornalista tedesco
- 1972 - Zhao Lijian, diplomatico e politico cinese
- 1972 - Vehia Maurirere, ex calciatore tahitiano
- 1972 - Martin Motnik, bassista e produttore discografico tedesco
- 1972 - Esad Ribić, fumettista croato
- 1972 - Luigi Tarantino, maestro di scherma e ex schermidore italiano
- 1972 - Federico Tocci, attore italiano
- 1973 - Jacqui Abbott, cantante britannica
- 1973 - Miroslav Baranek, ex calciatore ceco
- 1973 - Patrik Berger, ex calciatore ceco
- 1973 - Iain Brambell, canottiere canadese
- 1973 - Mattia Collauto, dirigente sportivo e ex calciatore italiano
- 1973 - Robert Gulya, compositore ungherese
- 1973 - Gregory Haughton, ex velocista giamaicano
- 1973 - Li Qun, ex cestista e allenatore di pallacanestro cinese
- 1973 - Triantafyllos Machairidīs, ex calciatore greco
- 1973 - Marco Rodríguez, allenatore di calcio e ex arbitro di calcio messicano
- 1973 - David Watson, allenatore di calcio e ex calciatore inglese
- 1973 - Bruno Zanchi, ex mountain biker italiano
- 1973 - Hülya Şenyurt, ex judoka turca
- 1974 - Alain Andji, ex astista ivoriano
- 1974 - Alisa Camplin, ex sciatrice freestyle australiana
- 1974 - Manuel Canabal, ex calciatore spagnolo
- 1974 - Christian Castellano, ex sciatore alpino italiano
- 1974 - Rodolfo Cavaliere, ex pallavolista e giocatore di beach volley italiano
- 1974 - Alexsander Freitas, attore pornografico brasiliano
- 1974 - Micah Hyde, ex calciatore giamaicano
- 1974 - Toshiki Koike, ex calciatore giapponese
- 1974 - Jürgen Künzel, pilota motociclistico tedesco
- 1974 - Attilio Pierro, politico italiano
- 1974 - Igor Sypniewski, calciatore polacco († 2022)
- 1975 - Mike Baldinger, pilota motociclistico tedesco
- 1975 - Derrick Baskin, attore statunitense
- 1975 - Fernando González Molina, regista e sceneggiatore spagnolo
- 1975 - Jonas Jonsson, ex calciatore svedese
- 1975 - Takanobu Jūmonji, ex pistard giapponese
- 1975 - Tina Kandelaki, conduttrice televisiva, giornalista e produttrice televisiva russa
- 1975 - Steeve Laffont, chitarrista francese
- 1975 - Carlos Morris, cestista venezuelano († 2015)
- 1975 - Markko Märtin, pilota di rally estone
- 1975 - Polly Paulusma, cantautrice e musicista britannica
- 1975 - Halina Reijn, attrice e regista olandese
- 1975 - Clinton Schifcofske, ex rugbista a 13 australiano
- 1975 - Bertalan Tóth, politico e avvocato ungherese
- 1976 - Zafer Aktaş, allenatore di pallacanestro turco
- 1976 - Martin Åslund, ex calciatore svedese
- 1976 - Luca Serio Bertolini, musicista, cantante e chitarrista italiano
- 1976 - Eleonora Forenza, politica e attivista italiana
- 1976 - Kelley Gibson, ex cestista e allenatrice di pallacanestro statunitense
- 1976 - Sergio González, allenatore di calcio e ex calciatore spagnolo
- 1976 - Ian Gough, rugbista a 15 gallese
- 1976 - Jaroslav Hlinka, hockeista su ghiaccio ceco
- 1976 - Steffen Iversen, allenatore di calcio e ex calciatore norvegese
- 1976 - Marc Joseph, ex calciatore antiguo-barbudano
- 1976 - Chōjun Kameya, pilota motociclistico giapponese
- 1976 - Caroline Kepnes, scrittrice, sceneggiatrice e giornalista statunitense
- 1976 - Shefki Kuqi, allenatore di calcio e ex calciatore finlandese
- 1976 - Tiziana Lodato, attrice italiana
- 1976 - Pamela Petrarolo, cantante e showgirl italiana
- 1976 - Luca Sepe, cantautore italiano
- 1976 - Amy Mbacké Thiam, velocista senegalese
- 1977 - Abdullah Jumaan Al-Dosari, ex calciatore saudita
- 1977 - Mikheil Ashvetia, allenatore di calcio e ex calciatore georgiano
- 1977 - Josh Barnett, artista marziale misto e wrestler statunitense
- 1977 - Fabien Dubos, ex cestista francese
- 1977 - Chris Heinrich, ex cestista statunitense
- 1977 - Irina Kalent'eva, ex mountain biker russa
- 1977 - Brittany Murphy, attrice e cantante statunitense († 2009)
- 1977 - Erik Nevland, ex calciatore norvegese
- 1977 - Scott Palmer, ex rugbista a 15 e allenatore di rugby a 15 neozelandese
- 1977 - Ilijana Petkova, pallavolista bulgara
- 1977 - Abigail Washburn, cantante e suonatrice di banjo statunitense
- 1977 - Won Bin, attore sudcoreano
- 1978 - Nadine Angerer, ex calciatrice tedesca
- 1978 - Laurent Caiolo Serra, ex sciatore alpino e sciatore freestyle francese
- 1978 - Kyla Cole, modella, attrice e conduttrice televisiva slovacca
- 1978 - Valerio Curti, pallavolista italiano
- 1978 - Ruth Davidson, giornalista e politica britannica
- 1978 - Elizabeth Day, scrittrice e giornalista britannica
- 1978 - Diplo, disc jockey, produttore discografico e rapper statunitense
- 1978 - Eve, rapper e attrice statunitense
- 1978 - Matt Hill, ex giocatore di football americano statunitense
- 1978 - Alena Kováčová, ex cestista slovacca
- 1978 - Peter Larsson, fondista svedese
- 1978 - Julián López, attore e comico spagnolo
- 1978 - David Paetkau, attore canadese
- 1978 - Park Jae-hong, ex calciatore sudcoreano
- 1978 - Sébastien Piocelle, ex calciatore francese
- 1978 - Timo Scheider, pilota automobilistico tedesco
- 1978 - Bartosz Soćko, scacchista polacco
- 1979 - Renata Bueno, politica brasiliana
- 1979 - Erald Dervishi, scacchista albanese
- 1979 - Chris Joannou, bassista australiano
- 1979 - Kelly da Silva Santos, cestista brasiliana
- 1979 - Harsh Mankad, ex tennista indiano
- 1979 - Mercedez, ex attrice pornografica statunitense
- 1979 - Anthony Réveillère, ex calciatore francese
- 1979 - Nader Soliman, ex giocatore di calcio a 5 egiziano
- 1979 - Ragnvald Soma, ex calciatore norvegese
- 1980 - Ryūzō Anzai, allenatore di pallacanestro e ex cestista giapponese
- 1980 - Grégory Arnolin, ex calciatore francese
- 1980 - Danilo Belić, ex calciatore serbo
- 1980 - Troy Bell, ex cestista statunitense
- 1980 - Niketa Calame, attrice e doppiatrice statunitense
- 1980 - Lionel Chalmers, ex cestista e allenatore di pallacanestro statunitense
- 1980 - Calvin Chen, modello, cantante e attore taiwanese
- 1980 - Wilhelm Denifl, ex combinatista nordico austriaco
- 1980 - Katie Lea, attrice e ex wrestler tedesca
- 1980 - Jaime Lloreda, ex cestista panamense
- 1980 - Wesley Lopes da Silva, ex calciatore brasiliano
- 1980 - Hamza Mohammed, ex calciatore ghanese
- 1980 - Andreas Prommegger, snowboarder austriaco
- 1980 - Donté Stallworth, ex giocatore di football americano statunitense
- 1981 - Armin Ambach, ex hockeista su ghiaccio italiano
- 1981 - Samantha Arsenault, nuotatrice statunitense
- 1981 - Ján Ďurica, allenatore di calcio e ex calciatore slovacco
- 1981 - Thibault Garnier, ex sciatore alpino francese
- 1981 - Ezequiel Garré, ex calciatore argentino
- 1981 - Dave Graham, arrampicatore statunitense
- 1981 - Paul Kipsiele Koech, siepista e mezzofondista keniota
- 1981 - Perla Liberatori, doppiatrice e direttrice del doppiaggio italiana
- 1981 - Philbert Mercéus, ex calciatore haitiano
- 1981 - Ryback, conduttore radiofonico e ex wrestler statunitense
- 1981 - Natalia Serena, pallavolista italiana
- 1981 - Valentina Serena, pallavolista italiana
- 1981 - Evandro Vieira Souza, giocatore di calcio a 5 brasiliano
- 1981 - Wesley Barbosa de Morais, ex calciatore brasiliano
- 1982 - Tatyana Belan, ex ginnasta bielorussa
- 1982 - Shane Cansdell-Sherriff, ex calciatore australiano
- 1982 - Chris Canty, ex giocatore di football americano statunitense
- 1982 - Drian Francisco, pugile filippino
- 1982 - Eric Gawu, ex calciatore ghanese
- 1982 - Alejandro Hernández Hernández, arbitro di calcio spagnolo
- 1982 - Jimbo, personaggio televisivo e costumista canadese
- 1982 - Sabah Khouri, ex cestista libanese
- 1982 - Ahmet Kural, attore turco
- 1982 - Ruth Lorenzo, cantante spagnola
- 1982 - Lorenzo Malagola, politico italiano
- 1982 - Heather Matarazzo, attrice statunitense
- 1982 - Juan Ojeda, calciatore argentino
- 1982 - Adele Romanski, produttrice cinematografica e produttrice televisiva statunitense
- 1982 - Katarína Roth Neveďalová, politica slovacca
- 1982 - Moran Roth, ex cestista israeliano
- 1982 - Arne Stephan, attore e doppiatore tedesco
- 1982 - Amets Txurruka, ex ciclista su strada spagnolo
- 1982 - Naoya Urata, cantante giapponese
- 1982 - Aliette de Bodard, scrittrice statunitense
- 1983 - David Cooper, ex cestista americo-verginiano
- 1983 - Dinko Felić, calciatore norvegese
- 1983 - Jevhen Hlyva, ultramaratoneta ucraino
- 1983 - Francesco Imperiali, ex giocatore di baseball italiano
- 1983 - Miranda Lambert, cantautrice statunitense
- 1983 - Murad Musaev, allenatore di calcio russo
- 1983 - Moustapha Niang, cestista senegalese († 2017)
- 1983 - Onesmus Nyerre, mezzofondista e maratoneta keniota
- 1983 - Sammie Rhodes, ex attrice pornografica statunitense
- 1983 - Annika Saarikko, politica finlandese
- 1983 - Craig Smith, ex cestista statunitense
- 1983 - Bart Vanheule, dirigente sportivo e pistard belga
- 1983 - Major Wingate, cestista statunitense († 2021)
- 1983 - Marius Žaliūkas, calciatore lituano († 2020)
- 1984 - Mihails Arhipovs, bobbista lettone
- 1984 - Moïse Bambara, ex calciatore burkinabé
- 1984 - Ben l'Oncle Soul, cantante francese
- 1984 - Kenny Dehaes, ex ciclista su strada belga
- 1984 - Ahmed Fathi, ex calciatore egiziano
- 1984 - Thierry Hupond, ex ciclista su strada francese
- 1984 - Walid Ismail, calciatore libanese
- 1984 - Yū Kamiya, scrittore e disegnatore brasiliano
- 1984 - Ryūichi Kamiyama, ex calciatore giapponese
- 1984 - Gjorgji Kočov, ex cestista e allenatore di pallacanestro macedone
- 1984 - Cédric Mafuta, ex cestista svizzero
- 1984 - Kazuhisa Makita, giocatore di baseball giapponese
- 1984 - Ludovic Obraniak, ex calciatore francese
- 1984 - Entonio Pashaj, ex calciatore albanese
- 1984 - Kendrick Perkins, ex cestista statunitense
- 1984 - Luis Alberto Ramírez, calciatore peruviano
- 1984 - Rafael Santos, ex calciatore brasiliano
- 1984 - Tibor Tisza, ex calciatore ungherese
- 1984 - Ol'ga Zajceva, velocista russa
- 1985 - Kaela Chapdelaine, ex cestista canadese
- 1985 - Ricki-Lee Coulter, cantante australiana
- 1985 - Lora Anne Criswell, attrice statunitense
- 1985 - Dragan Kapčević, ex calciatore bosniaco
- 1985 - Aleksandar Kolarov, allenatore di calcio, dirigente sportivo e ex calciatore serbo
- 1985 - Liu Zhongqing, sciatore freestyle cinese
- 1985 - Gavin Peers, ex calciatore irlandese
- 1985 - Cherno Samba, ex calciatore gambiano
- 1985 - Giovonnie Samuels, attrice statunitense
- 1985 - Robert Smeets, ex tennista australiano
- 1985 - Wu Minxia, ex tuffatrice cinese
- 1986 - Britney Amber, attrice pornografica statunitense
- 1986 - Camora, calciatore portoghese
- 1986 - Dexter Davis, giocatore di football americano statunitense
- 1986 - Aïda Fall, ex cestista senegalese
- 1986 - Beg Ferati, ex calciatore svizzero
- 1986 - Leroy Houston, rugbista a 15 neozelandese
- 1986 - Īlias Īliadīs, judoka georgiano
- 1986 - John Kariuki, ex mezzofondista keniota
- 1986 - Pyry Kärkkäinen, calciatore finlandese
- 1986 - Noelia López, modella spagnola
- 1986 - Andy Mientus, attore e cantante statunitense
- 1986 - Stanislav Namașco, calciatore moldavo
- 1986 - Paulo Rodrigues, calciatore brasiliano († 2012)
- 1986 - Josh Peck, attore e comico statunitense
- 1986 - Ryan Craig Matthew Smith, ex calciatore inglese
- 1986 - Nguse Tesfaldet, mezzofondista eritreo
- 1986 - Samuel Wanjiru, maratoneta keniota († 2011)
- 1987 - D.J. Augustin, ex cestista statunitense
- 1987 - Choe Hui-jin, cestista sudcoreana
- 1987 - Linda Fäh, modella svizzera
- 1987 - Uğur Güneş, attore turco
- 1987 - Mostafa Kahraba, calciatore egiziano
- 1987 - Jessica Kirkland, ex tennista statunitense
- 1987 - Edi Maia, astista portoghese
- 1987 - Mirko Ranù, ballerino, cantante e attore italiano
- 1987 - Robinho, calciatore brasiliano
- 1987 - Nicola Tessari, allenatore di hockey su ghiaccio e ex hockeista su ghiaccio italiano
- 1987 - Paulin Voavy, calciatore malgascio
- 1988 - Marija Butina, politica e giornalista russa
- 1988 - Cazzi Opeia, cantautrice svedese
- 1988 - Evans Chebet, maratoneta keniota
- 1988 - Sunny Choi, danzatrice e ex ginnasta statunitense
- 1988 - Massimo Coda, calciatore italiano
- 1988 - Rennie Curran, giocatore di football americano statunitense
- 1988 - Arafat Djako, ex calciatore togolese
- 1988 - Yakup Gör, lottatore turco
- 1988 - Klemen Medved, ex calciatore sloveno
- 1988 - Jhon Pajoy, calciatore colombiano
- 1988 - Daniel Teklehaimanot, ciclista su strada eritreo
- 1989 - Daniel Agyei, ex calciatore ghanese
- 1989 - Jasmine Suraya Chin, attrice malese
- 1989 - Taron Egerton, attore e cantante gallese
- 1989 - Ana Fernández García, attrice spagnola
- 1989 - Shō Hanai, calciatore giapponese
- 1989 - Brendon Hartley, pilota automobilistico neozelandese
- 1989 - Nikita Kljukin, hockeista su ghiaccio russo († 2011)
- 1989 - Matteo Marchetti, arbitro di calcio italiano
- 1989 - Adrian Nikçi, ex calciatore svizzero
- 1989 - Kjeld Nuis, pattinatore di velocità su ghiaccio olandese
- 1989 - Inha Orjechova, cestista ucraina
- 1989 - Akari Oumi, pallavolista giapponese
- 1989 - Vinston Painter, giocatore di football americano statunitense
- 1989 - Lukáš Palyza, cestista ceco
- 1989 - Jacob Pullen, cestista statunitense
- 1989 - Alex Muralha, calciatore brasiliano
- 1989 - Martin Sinković, canottiere croato
- 1989 - Gilvan Souza Correa, calciatore brasiliano
- 1989 - Scott Suggs, cestista statunitense
- 1989 - Willem Wauters, ex ciclista su strada belga
- 1989 - Maja Škorić, cestista serba
- 1990 - Emmanuel Acho, ex giocatore di football americano statunitense
- 1990 - Mireia Belmonte, nuotatrice spagnola
- 1990 - Tuğçe Canıtez, cestista turca
- 1990 - Joan Chelimo Melly, mezzofondista keniota
- 1990 - Zach Ertz, giocatore di football americano statunitense
- 1990 - Vanessa Ferrari, ex ginnasta italiana
- 1990 - Sheriff Isa, calciatore nigeriano
- 1990 - Aron Jóhannsson, calciatore islandese
- 1990 - Vincent Kipsang Rono, maratoneta e mezzofondista keniota
- 1990 - Pål Alexander Kirkevold, calciatore norvegese
- 1990 - Andreas Laudrup, ex calciatore danese
- 1990 - Samantha Middleborn, pallavolista statunitense
- 1990 - Aaron Murray, ex giocatore di football americano statunitense
- 1990 - Robert Primus, calciatore trinidadiano
- 1990 - Megumi Takase, calciatrice giapponese
- 1990 - Kristina Vogel, ex pistard tedesca
- 1991 - Fahed Al-Hajri, calciatore kuwaitiano
- 1991 - Devon Baulkman, cestista statunitense
- 1991 - Genevieve Buechner, attrice canadese
- 1991 - Marcos Caicedo, ex calciatore ecuadoriano
- 1991 - José Soares Costa, hockeista su pista portoghese
- 1991 - Florian Fuchs, hockeista su prato tedesco
- 1991 - Jonas Strand Gravli, attore norvegese
- 1991 - William Jebor, calciatore liberiano
- 1991 - Makan Konaté, calciatore maliano
- 1991 - Kasper Kusk, calciatore danese
- 1991 - Carl Lindbom, cestista finlandese
- 1991 - Elina Netšajeva, soprano estone
- 1991 - Celeste Poma, pallavolista italiana
- 1991 - Manolo Sanchez, ex calciatore statunitense
- 1991 - Tony Snell, cestista statunitense
- 1991 - Stefan Stefanović, calciatore serbo
- 1991 - Terrell Stoglin, cestista statunitense
- 1991 - Demetrius Treadwell, cestista statunitense
- 1992 - Andressa Alves da Silva, calciatrice brasiliana
- 1992 - Anne Dsane Andersen, canottiera danese
- 1992 - Borna Barišić, calciatore croato
- 1992 - Enrico Berrè, schermidore italiano
- 1992 - Mackenzie Blackburn, ex pattinatore di short track canadese
- 1992 - Maéva Clémaron, calciatrice francese
- 1992 - Carlos Dalcin, giocatore di calcio a 5 brasiliano
- 1992 - Haley Eckerman, pallavolista statunitense
- 1992 - Štefan Gerec, calciatore slovacco
- 1992 - Micha Hancock, pallavolista statunitense
- 1992 - Gideon Kipketer, maratoneta e mezzofondista keniota
- 1992 - Jessica Macaulay, tuffatrice britannica
- 1992 - Chiemezie Mbah, ex calciatore nigeriano
- 1992 - Nicolás Milesi, calciatore uruguaiano
- 1992 - Gevaro Nepomuceno, calciatore olandese
- 1992 - Mattia Perin, calciatore italiano
- 1992 - Dimitri Petratos, calciatore australiano
- 1992 - Mayke, calciatore brasiliano
- 1992 - Peyton Royce, wrestler australiana
- 1992 - Ulrik Saltnes, calciatore norvegese
- 1992 - Zahra Tatar, martellista algerina
- 1992 - Maksim Valadz'ko, calciatore bielorusso
- 1992 - Rafał Wolski, calciatore polacco
- 1992 - Wilfried Zaha, calciatore ivoriano
- 1992 - Merve Çağıran, attrice turca
- 1993 - Mamadama Bangoura, judoka guineana
- 1993 - Céline Boutier, golfista francese
- 1993 - Jobby Justin, calciatore indiano
- 1993 - Simon Karlsson Adjei, calciatore svedese
- 1993 - Rogen Ladon, pugile filippino
- 1993 - Ben Malango, calciatore congolese (Repubblica Democratica del Congo)
- 1993 - Srđan Mijailović, calciatore serbo
- 1993 - Matej Mitrović, calciatore croato
- 1993 - Ibrahim Moro, calciatore ghanese
- 1993 - Maodo Nguirane, cestista senegalese
- 1994 - Aron Þrándarson, calciatore islandese
- 1994 - Takuma Asano, calciatore giapponese
- 1994 - Kaan Ayhan, calciatore turco
- 1994 - Tommaso Biasci, calciatore italiano
- 1994 - Luke Bilyk, attore canadese
- 1994 - Andre De Grasse, velocista canadese
- 1994 - Zoey Deutch, attrice, attivista e modella statunitense
- 1994 - Quinn Gleason, tennista statunitense
- 1994 - Alan Herndon, cestista statunitense
- 1994 - Michal Hubínek, calciatore ceco
- 1994 - Fantine Lesaffre, nuotatrice francese
- 1994 - Borja Mendia, cestista spagnolo
- 1994 - Roberta Midali, ex sciatrice alpina italiana
- 1994 - Olivier Myny, calciatore belga
- 1994 - Óliver Torres, calciatore spagnolo
- 1994 - Jon Rahm, golfista spagnolo
- 1994 - Sam Simmonds, rugbista a 15 britannico
- 1994 - Bubacarr Trawally, calciatore gambiano
- 1994 - Lara Vukasović, pallavolista croata
- 1994 - Xeka, calciatore portoghese
- 1995 - Peyton Aldridge, cestista statunitense
- 1995 - Madison Anderson, modella portoricana
- 1995 - Kendall Blanton, giocatore di football americano statunitense
- 1995 - Courtney Brosnan, calciatrice irlandese
- 1995 - Seku Conneh, calciatore liberiano
- 1995 - Tom Gregory, cantante britannico
- 1995 - Lewis Irving, sciatore freestyle canadese
- 1995 - Nikolas Iōannou, calciatore cipriota
- 1995 - Lotte Kopecky, ciclista su strada e pistard belga
- 1995 - Natalia Kubaty, lottatrice polacca
- 1995 - Maryna Kylypko, astista ucraina
- 1995 - David Lensi, pallavolista italiano
- 1995 - Ryan Peniston, tennista britannico
- 1995 - Gavin Schilling, cestista tedesco
- 1995 - Božidar Čorbadžijski, calciatore bulgaro
- 1996 - Mišel' Andrade, cantante boliviana
- 1996 - Drew Lock, giocatore di football americano statunitense
- 1996 - Lucas Braga, calciatore brasiliano
- 1996 - Kim Hye-yoon, attrice e modella sudcoreana
- 1996 - Stjepan Lončar, calciatore bosniaco
- 1996 - Emily Nelson, ex pistard e ciclista su strada britannica
- 1996 - Francesca Pittaccio, calciatrice italiana
- 1996 - Dorottya Szilágyi, pallanuotista ungherese
- 1996 - Jerry Yates, calciatore inglese
- 1997 - Federico Dimarco, calciatore italiano
- 1997 - Mários Geōrgíou, ginnasta cipriota
- 1997 - Maurice Gomis, calciatore italiano
- 1997 - Kazunari Ichimi, calciatore giapponese
- 1997 - Daniel James, calciatore gallese
- 1997 - Joost Klein, rapper e scrittore olandese
- 1997 - Victor Meutelet, attore francese
- 1997 - Giovanna Scoccimarro, judoka tedesca
- 1997 - Jurij Vakulko, calciatore ucraino
- 1997 - Rashad Weaver, giocatore di football americano statunitense
- 1998 - Rayshaun Hammonds, cestista statunitense
- 1998 - Han Eom-ji, cestista sudcoreana
- 1998 - Rikuya Itō, velocista giapponese
- 1998 - Djordje Mihailović, calciatore statunitense
- 1998 - Alena Nazdrova, canoista bielorussa
- 1998 - Aaron Robinson, giocatore di football americano statunitense
- 1998 - Fareed Sadat, calciatore afghano
- 1998 - Abdul-Aziz Yakubu, calciatore ghanese
- 1999 - Mihajlo Banjac, calciatore serbo
- 1999 - Petit Biscuit, disc jockey e produttore discografico francese
- 1999 - Jason Ceka, calciatore tedesco
- 1999 - Michael Cimino, attore statunitense
- 1999 - Andrei Cornea, canottiere rumeno
- 1999 - Pouya Dadmarz, lottatore iraniano
- 1999 - Enrico Delprato, calciatore italiano
- 1999 - Armand Duplantis, astista svedese
- 1999 - Hugo Duro, calciatore spagnolo
- 1999 - João Félix, calciatore portoghese
- 1999 - Victor Kiplangat, maratoneta e fondista di corsa in montagna ugandese
- 1999 - Tyler Lacy, giocatore di football americano statunitense
- 1999 - Rui Mendes, calciatore portoghese
- 1999 - Pedrinho, calciatore brasiliano
- 1999 - Carlos Romaña, calciatore colombiano
- 1999 - Victaria Saxton, cestista statunitense
- 1999 - Kiernan Shipka, attrice statunitense
- 2000 - Moussa Diarra, calciatore francese
- 2000 - Mackenzie Foy, attrice e modella statunitense
- 2000 - Rodrigo Guth, calciatore brasiliano
- 2000 - Bryce Hamilton, cestista statunitense
- 2000 - Luboš Kovář, cestista ceco
- 2000 - Jeremías Perales, calciatore argentino
- 2000 - Scotty Pippen, cestista statunitense
- 2000 - Moussa Sissako, calciatore francese
- 2000 - Oliver Sonne, calciatore danese
- 2000 - Ricky Stromberg, giocatore di football americano statunitense
- 2000 - Byron Young, giocatore di football americano statunitense
- 2000 - Ricardo Zurita, ciclista su strada venezuelano

## XXI secolo(25)
- 2001 - Marcos Gómez, calciatore paraguaiano
- 2001 - Edinah Jebitok, mezzofondista keniota
- 2001 - Ivan Pavlić, calciatore olandese
- 2001 - Hugo Quintana, calciatore paraguaiano
- 2001 - Krisztián Rabb, schermidore ungherese
- 2001 - Rafael Villagómez, pilota automobilistico messicano
- 2002 - Eduardo Camavinga, calciatore francese
- 2002 - Ewen Costiou, ciclista su strada francese
- 2002 - Jamie Lawrence, calciatore tedesco
- 2002 - Hélder Sá, calciatore portoghese
- 2002 - Derry Scherhant, calciatore tedesco
- 2002 - Dembo Sylla, calciatore guineano
- 2002 - Genna Toko Kegne, sollevatrice camerunese
- 2003 - Aske Adelgaard, calciatore danese
- 2003 - Maria Esposito, attrice italiana
- 2003 - Harun Hamid, calciatore pakistano
- 2003 - Grace Loinach Nawowuna, mezzofondista keniota
- 2003 - Ignacio Rodríguez Elduayen, calciatore uruguaiano
- 2003 - Martim Tavares, calciatore portoghese
- 2004 - Husseyn Chakroun, calciatore tedesco
- 2004 - Shinsaku Kudo, mezzofondista giapponese
- 2004 - Tomás Kummer, calciatore argentino
- 2005 - Kirill Glebov, calciatore russo
- 2005 - Dujuan Richards, calciatore giamaicano
- 2009 - Christian Convery, attore canadese